# Fuerte de Iguatemí
El Fuerte Iguatemí o con el nombre completo de Fuerte de Nuestra Señora de los Placeres y San Fernando de Paula del Igatemí (o bien en portugués como Forte de Nossa Senhora dos Prazeres e São Fernando de Paula do Iguatemi), se localizaba en la margen izquierda del río Iguatemí —a unos 15 km nordeste de la actual ciudad brasileña de Paranhos fronteriza con la localidad paraguaya de Ypejhú— del estado de Mato Grosso del Sur, en el Brasil. 
El lugar, hoy en ruinas, se encuentra en el área indígena de la aldea kaiwá Yvykuarusu/Paraguassu, es considerado como un sitio arqueológico por el Instituto do Patrimônio Histórico e Artístico Nacional del Brasil.
El Fuerte Iguatemí que había existido desde 1765 hasta 1777, estaba cerca donde hoy cruza la moderna ruta MS-295 al río de igual nombre, que une Paranhos con Tacuru y Sete Quedas. No confundir con la homónima actual ya que el fuerte no se encontraba en donde hoy está la ciudad de Iguatemí, sino a unos 60 km oeste distante de ella y en las proximidades del antiguo «Puerto 1° de Outubro», en donde terminaba la navegación del río Iguatemí.

## Historia

### Antecedentes
Después de las primeras demarcaciones del Tratado de Madrid (1750), la Corona portuguesa comprendió la necesidad de su presencia efectiva para fijar la línea que dividiría los territorios del Mato Grosso con los de la Gobernación del Paraguay. Era necesario trazarlas al sur del curso de los ríos por donde transitaban las embarcaciones que ligaban Araritaguaba (actual Porto Feliz, SP) a Cuiabá, vía curso de los ríos Tietê-Paraná y las contra-vertientes del río Paraguay, y por esa razón, fijar un establecimiento lo más próximo posible de las posesiones españolas.
Sin recursos, la Corona ordenó a la capitanía de San Pablo esa tarea, ya que los de la capitanía de Mato Grosso fueran precarios y el acesso fluvial norte-sur, dificultoso. 
Inicialmente había sido proyectado a orillas del río Ivaí, o para la margen izquierda del río Paraná (en territorio del actual Estado homónimo), pero prevaleció la idea de asentarlo sobre territorio de la banda derecha de aquel gran río.
Fijado el lugar en la región del río Iguatemí, conforme reiteradas solicitudes del Marqués de Pombal (1750-1777) y del virrey Antônio Álvares da Cunha (1763-1767), el gobernador de la capitanía de San Pablo, capitán general Luíz Antônio de Sousa Botelho Mourão quien fuera el cuarto mayorazgo o morgado de Mateus (1765-1775), hizo establecer una colonia militar o presidio, bajo la invocación de Nuestra Señora de los Placeres con el nombre de Praça de Armas Nossa Senhora dos Prazeres e São Fernando de Paula.

### Origen y descripción
El Forte do Iguatemi sería erigido desde 1765 a 1770, por una fuerza de 356 hombres (del Regimento de Dragões Auxiliares da Capitanía de São Paulo) comandados por el capitán João Martins de Barros. En barro y tierra, presentaba planta en el formato de un polígono heptagonal irregular, con cinco baluartes y dos medio baluartes en os vértices.
Según el informe del gobernador Luíz Pinto, en junio de 1770, estaba artillado con 14 piezas de diferentes calibres. El Morgado de Mateus remetió para Araritaguaba, a fines de 1772, artillería, municiones y más pertrechos destinados al Iguatemí, para donde serían transportados por doce canoas, conjuntamente con setenta presos destinados a reemplazar las bajas de la guarnición, diezmada por la malaria.
Habitualmente el fuerte era atacado por indígenas y amenazado por los españoles, sufriendo el ataque más serio en 1774 por parte de los guaycurúes, que devastaron las propiedades circunvecinas de los colonos, matando a varios de ellos, que asiduamente también eran víctimas de la malaria.
Durante la invasión española del sur del Brasil, luego de la toma de la isla de Santa Catarina en febrero de 1777 y de la Colonia del Sacramento en junio del corriente, la colonia en el Iguatemí fue atacada por las fuerzas del gobernador del Paraguay, Agustín Fernández Pinedo, el 25 de octubre del mismo año. El comandante de la plaza, capitán José Rodrigues da Silva, consiguió repeler los ataques iniciales de los españoles, teniendo que capitular ante la superioridad de los atacantes (2.500-3.000 hombres contra un centenar de defensores), retirándose con honras militares el 27 de octubre de 1777. Sin que lo supieran las fuerzas atacantes ni las defensoras. En febrero se había firmado un tratado de paz entre las coronas que ponía fin a la guerra.
Arrasado y abandonado por los españoles, en 1854 aún existían ruinas de la estructura, visitadas por el explorador-etnólogo Joaquim Francisco Lopes en un viaje de investigación a los ríos Escopil e Iguatemí.
El presidio y su fortificación eran abastecidos por los Armazém Real de Araritaguaba (hoy Porto Feliz), puerto fluvial en el curso del alto río Tietê, de donde partían los llamados monções que eran un conjunto de expediciones paulistas conformados por mineros, comerciantes y soldados, destinados a Cuiabá. Este Armazém Real —depósito de armas, municiones, y todo aquello necesario para el uso de las fuerzas militares de la Corona y de sus reparticiones civiles— existió por lo menos entre 1767 y 1777, perdiendo la función con la caída de la plaza fuerte y colonia del Iguatemí.